# Final del Campionat de França de Rugbi Top-14 2015-2016
La final del Top 14 de la temporada 2015-16 fou la el darrer partit d'aquest torneig i la 117a edició de la mateixa, es va disputar el 24 de juny de 2016 a Barcelona. L'estiu de 2016, el Campionat d'Europa de futbol 2016 de futbol se celebrava a França. Conseqüència d'aquest fet, la Ligue nationale de rugby va decidir traslladar la final, fora de les fronteres de l'estat per primera vegada.

## Ruta a la final
| Lliguetes prèvies a semifinals | Lliguetes prèvies a semifinals | Lliguetes prèvies a semifinals |
| ------------------------------ | ------------------------------ | ------------------------------ |
| Racing Club de France          | 21 – 16                        | Stade Toulousain               |
| Montpellier HRC                | 28 – 9                         | Castres Olympique              |

| Semifinals            | Semifinals | Semifinals            |
| --------------------- | ---------- | --------------------- |
| Clermont Auvergne     | 33 – 34    | Racing Club de France |
| Rugby Club Toulonnais | 27 – 18    | Montpellier HRC       |

## El partit

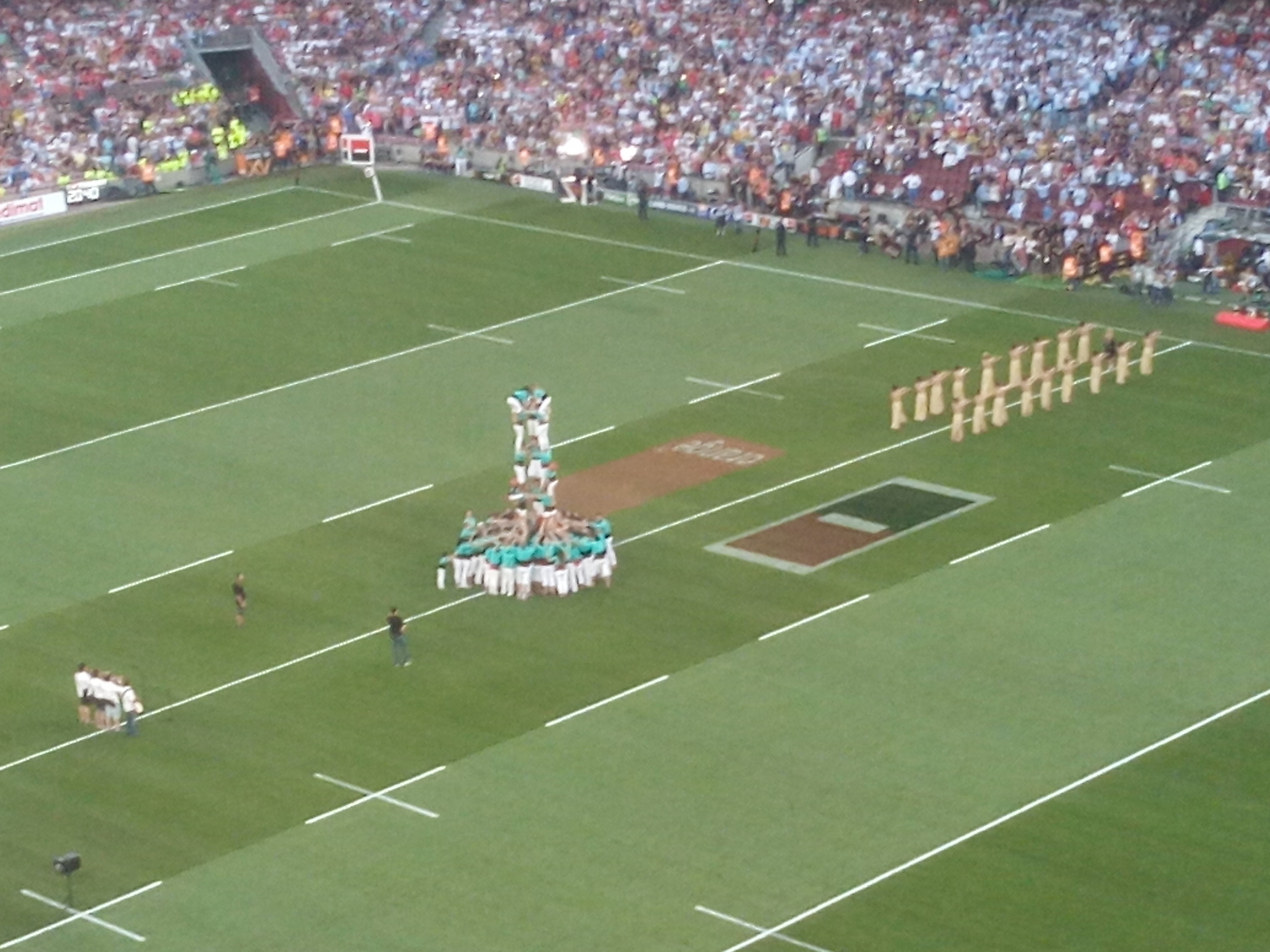
Actuació dels Castellers de Vilafranca

Disputat en plena Diada de Sant Joan, la final va permetre que Barcelona es tenyís dels colors vermell i negre de Toló i blanc i blau cel de Racing92. Els prolegomens del partit s'iniciaren amb l'actuació dels Castellers de Vilafranca del Penedès, mentre que una jove vestida de deessa baixava des de la tercera graderia amb el títol, l'escut de Brennus en braços. Posteriorment es van sentir les notes de l'himne francès, La Marsellesa.

### Primera part

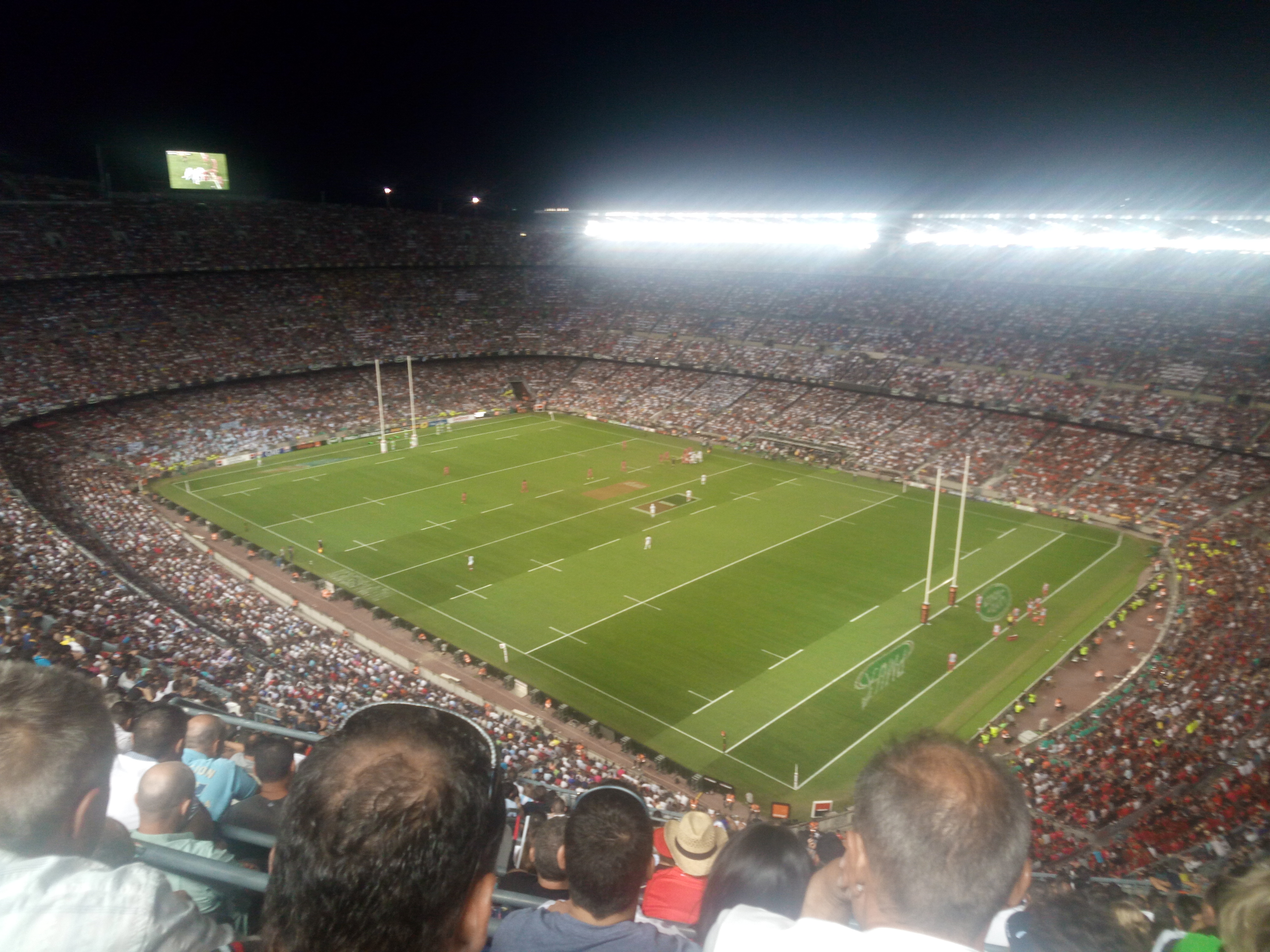
El Camp Nou durant la final

El partit començaria amb un xut pals després d'un cop de càstig, transformat pel jugador gal·lès del RC Toulon Leigh Halfpenny. La davantera de Toló va començar el partit de forma molt agressiva, però no va poder evitar que l'All Black Dan Carter aconseguís empatar a 3-3. Al minut 17 es produeix una jugada que marcaria el canvi de partit. L'internacional blue de Racing 92 Maxime Machenaud realitza un placatge perillós sobre l'internacional wallabie Matt Gietau que cau de cap contra el terra. L'àrbitre, el nord-català Mathieu Raynal, consultaria al seu àrbitre de TV i conjuntament prendrien la decisió de d'ensenyar a la targeta vermella a Machenaud. Aquest fet suposava, que Racing havia de jugar més de 60 minuts amb un jugador menys. En el moment de l'expulsió Raynal li va dir a Machenaud “Vosté ja coneix les normes”.
Successius cops de càstigs, realitzats per Halfpenny i Carter situen el marcador en un 9-6. En aquest moment el Toló aconsegueix imprimir un ritme més viu al partit, fet que acaba amb el primer assaig de la final obra del jugador georgià Mamuka Gorgodze després d'una passada precisa de Juan Martín Fernández Lobbe i situant el marcador en un 14-6. Halfpenny, però, es trobaria amb una conversió molt escurada al lateral que li impediria aconseguir els dos punts extres de l'assaig.
En aquest moment Racing 92 intenta revifar-se i amb seu joc, aconsegueix treure’s la pressió de Toló i guanyar metres que materialitza amb dos cops de càstig transformats per l'springbok Johan Goosen i per Carter respectivament. Amb aquestes transformacions, el marcador al final de la primera part seria de 14-12 a favor dels tolonesos.

### Segona part

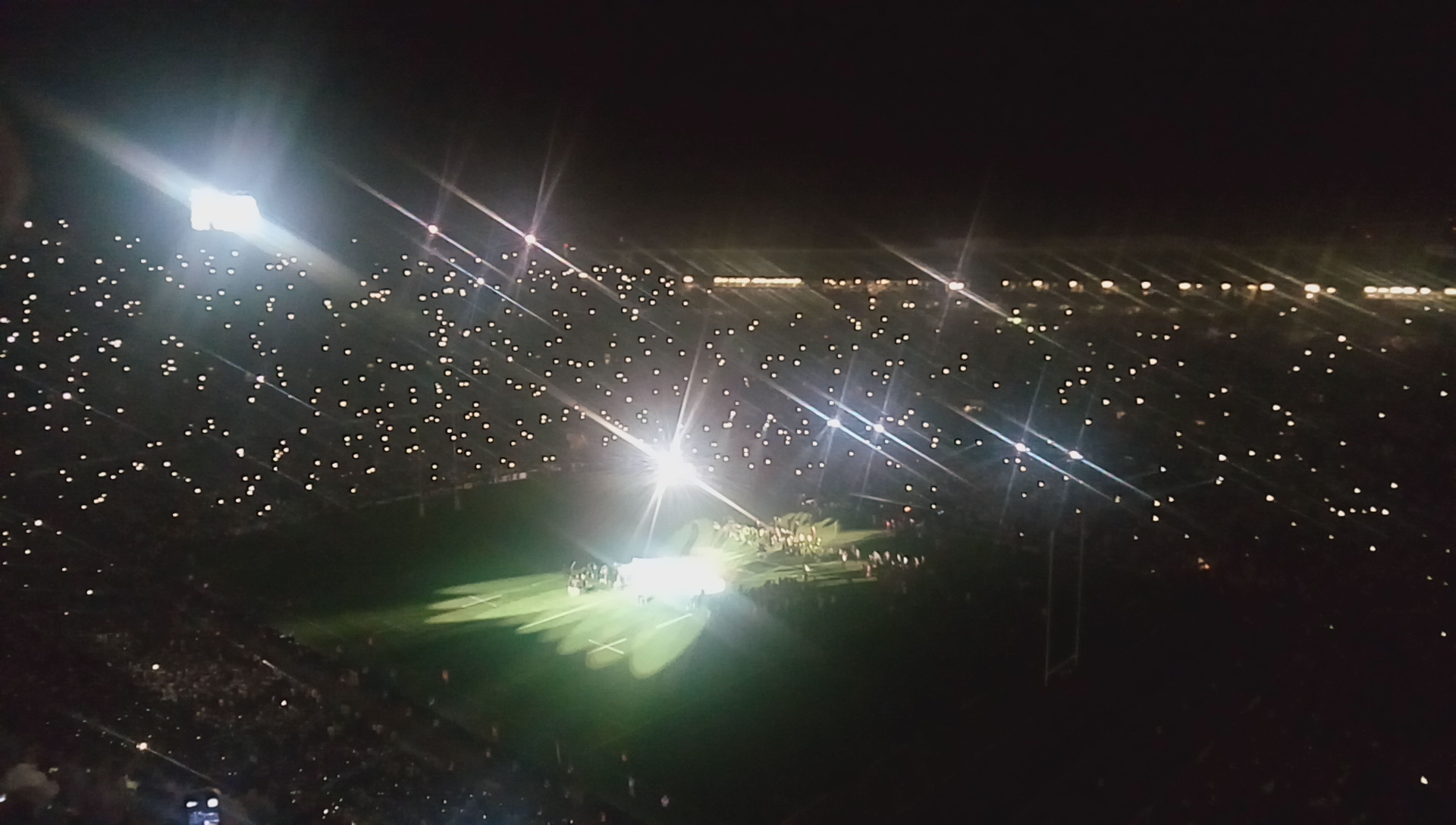
Cerimònia d'entrega de la copa

La segona part començaria amb cert titubeig entre els dos equips, tot i que els parisencs jugaven amb un jugador menys. En el minut 8, es produeix un cop de càstig amb la pilota situada més enllà del mig del camp. El xut es transformat per Johan Goosen situant a Racing 92 per davant per primera vegada al llarg del partit. Aquesta dinàmica seguiria i al minut 50, un altre cop de càstig transformat per Gossen suposa el 14-18 al marcador a favor dels parisencs i la targeta groga per a Xavier Chiocci deixant l'avantatge numèrica de Toló neutralitzada durant 10 minuts. Durant aquests deu minuts, Racing realitza una gran jugada de davantera que és aturada per la defensa tolonesa amb un cop de càstig que Carter transforma en el 14-21, i a més a més, provoca la lesió del nord-català i capità de la selecció francesa, Guillem Guirado, que suposa una baixa molt sensible pels tolosencs. En aquest punt Toló, intenta treure’s la pressió amb rapidesa, però al minut 59 Racing 92 recupera una pilota que acaba en mans de l'ex jugador dels All Blacks Joe Rokocoko que es fa una autopassada amb barret inclòs que acaba amb el primer assaig parisenc del partit. Malauradament, per a Racing, però, no pot transformar els dos punts extres deixant el marcador en 14-26.
En aquest moments, el Toló comença a jugar contra-rellotge, i els seus atacs no aconsegueixen anotar fins al minut 71, que Maxime Mermoz aprofita una melé a 5 metres de la línea d'assaig de Racing per a fer un assaig que amb la transformació de Halfpenny dona vida a Toló que se situa a tan sols 5 punts dels parisencs.
Els minuts clau del partit foren del 74 al 78. Una melé amb introducció parisenca molt a prop de la linea d'assaig de Racing acaba amb un cop de càstig a favor de Toló. Com que els roig-i-negres es troben amb més de 3 punts de desavantatge, decideixen demanar melé a 5 metres amb introducció per a ells. Però la melé introduïda per Jonathan Pélissié seria molt defectuosa i Reynald xiularia cop de càstig a favor dels de Paris per arrossegar la pilota amb la mà dins de la melé a menys de dos minuts per arribar als 80 minuts reglamentaris. Racing ja no perdria la possessió i el partit acabaria amb un darrer xut a pals transformat per Dan Carter.

### Detalls de la final
| RC Toulon                                                                                   | 29-21              | Racing 92                                                                             | 24 de juny 2016 20:45 - Camp Nou, Barcelona Assistència: 99,144 espectadors Àrbitre: Mathieu Raynal (França) |
| Assaigs: Gorgodze (29'), Mermoz (71') Con.: Halfpenny (71') Pen.: Halfpenny (2', 19e', 23') | [Fitxa del partit] | Assaigs: Rokocoko (59') Pen.: Carter (7', 25', 40', 58', 80'), Goosen (33', 48', 51') | 24 de juny 2016 20:45 - Camp Nou, Barcelona Assistència: 99,144 espectadors Àrbitre: Mathieu Raynal (França) |

| Racing 92 Titulars Brice Dulin 15 Joe Rokocoko 14 Johan Goosen 13 Henry Chavancy 12 Juan Imhoff 11 Daniel Carter 10 17' Maxime Machenaud 9 73' Chris Masoe 8 Yannick Nyanga 7 Wenceslas Lauret 6 69'Manuel Carizza 5 Bernard Le Roux 4 63' Ben Tameifuna 3 60' Dimitri Szarzewski 2 71' Eddy Ben Arous 1 Suplents 60' Camille Chat 16 63' Luc Ducalcon 17 69' Juandré Kruger 18 71' Khatchik Vartanov 19 73' Antonie Claassen 20 Entrenadors Laurent Labit Laurent Travers Ronan O'Gara |  | RC Toulon · Titulars · 73' Leigh Halfpenny 15 · 63' Josua Tuisova 14 · Mathieu Bastareaud 13 · Maxime Mermoz 12 · Bryan Habana 11 · 63' Matt Giteau 10 · Jonathan Pelissié 9 · Steffon Armitage 8 · Juan Martin Fernandez Lobbe 7 · 64' Mamuka Gorgodze 6 · 55' Konstantin Mikautadze 5 · Samu Manoa 4 · 63'Levan Chilachava 3 · 55' Guilhem Guirado 2 · del 49' fins el 59' 73' Xavier Chiocci 1 · Suplents · 55' Jean-Charles Orioli 16 · 55' Romain Taofifenua 17 · 63' Frédéric Michalak 18 · 63' Manasa Saulo 19 · 63' Delon Armitage 20 · 64' Virgile Bruni 21 · 73' Théo Belan 22 · 73' Florian Fresia 23 · Entrenadors · Bernard Laporte · Jacques Delmas · Steve Meehan |